# Oxitall

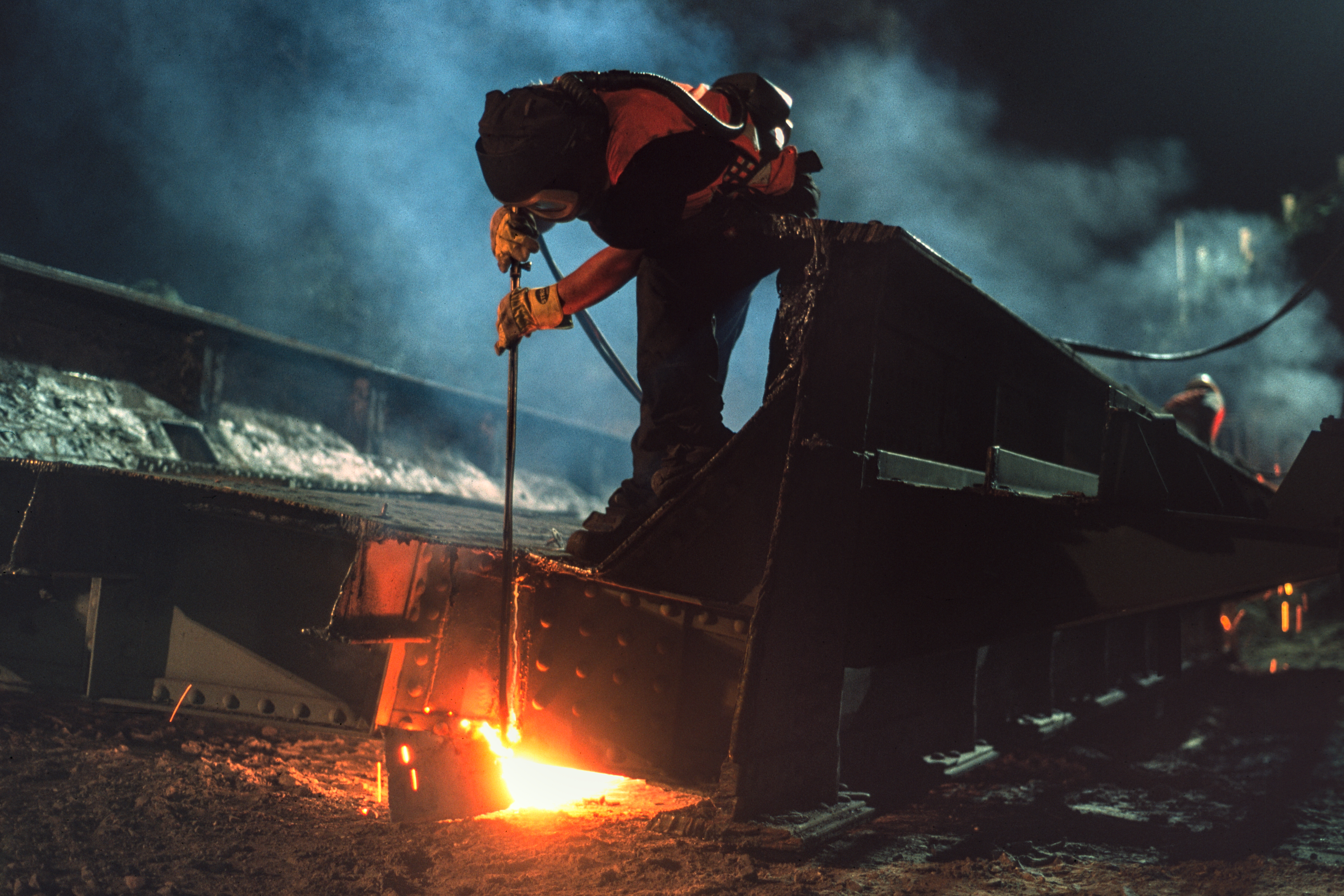
Tall d'oxiacetilè per desballestar un antic pont ferroviari de 1912 a Leipzig.

L'oxitall és un procediment de tall de planxes metàl·liques mitjançant una oxidació local a alta temperatura. Generalment hom el realitza amb un bufador oxiacetilènic especial, proveït d'un bec per on hom fa sortir oxigen a alta pressió un cop la zona a tallar ha estat convenientment escalfada per la flama oxiacetilènica. Pot realitzar-se manualment, resseguint amb el bec del bufador el traçat prèviament realitzat sobre la planxa, o bé automàticament (oxitallament a màquina), procediment en el qual el bufador (o bufadors) va muntat sobre un capçal que es desplaça sobre la superfície de la planxa seguint les ordres de comandament que rep d'un sistema copiador (resseguint mecànicament o òpticament el perfil d'una plantilla anàloga al perfil de tall) o de l'ordinador d'un sistema FAO. S'utilitza amplament per al tall de xapes, barres o altres elements ferrosos.
En aquest procés s'utilitza un gas combustible (normalment acetilè) que produeix una flama per escalfar el material, mentre que com a gas comburent sempre ha d'utilitzar-se l'oxigen a fi de causar l'oxidació necessària per al procés de tall.
Bé sigui en un únic cap o per separat, tot oxitallador requereix dos conductes: un pel que circuli el gas de la flama calefactora i un pel tall (oxigen). L'oxitallador calenta l'acer (o el material que es pretengui tallar) amb la flama carburant, i a l'obertura de la vàlvula d'oxigen provoca una reacció amb el ferro de la zona afectada que el transforma en òxid fèrric (Fe₂O₃), que es desfà en forma d'espurnes en ser la seva temperatura de fusió inferior a la de l'acer.